# Cas de charge
Le cas de charge est un terme issu de l'ingénierie des structures. Il regroupe les charges de nature statique qui peuvent affecter un ouvrage porteur.

## Statique structurelle
Un cas de charge est défini (par exemple dans la norme allemande DIN 1055-100, ou l'EN 1991-1-4)  comme un énoncé des dispositions de charge, des déformations et des imperfections (de)  qui peuvent simultanément affecter un ouvrage porteur.
Les hypothèses de charge individuelles sont compilées dans des cas de charge selon lesquels la structure porteuse est dimensionnée ou calculée à l'aide d'un logiciel d'analyse structurelle.
Différentes charges agissant sur une structure :
- Charge morte ;
- charge utile ;
- charge de vent ;
- charge de neige (de) ;
- vibrations causées par les tremblements de terre (de) , le trafic routier et les travaux de construction ;
- dilatation thermique due au soleil ou au feu ;
- Pression des terres (de), qui par exemple agissent sur les murs du sous-sol et les murs de soutènement ;
- Pression de l'eau (de) et flottabilité statique causées par les niveaux des eaux souterraines ou les inondations ;
- Impact des véhicules.